# Menêdemo
Menêdemo de Erétria (em grego:  Μενέδημος ὁ Ἐρετριεύς; 345/44 – 261/60 a.C.) foi um filósofo grego e fundador da escola eretriana. Ele aprendeu filosofia primeiro em Atenas e, depois, com seu amigo Asclepíades, estudou com Estilpo e Fédon de Élis. Nada sobreviveu de suas visões filosóficas, além de algumas observações dispersas registradas por escritores posteriores.

## Filosofia
Suas visões filosóficas são conhecidas apenas em parte. Ateneu cita Epícrates afirmando que ele era um platônico, mas outros relatos o creditam por ter preferido Estilpo a Platão. Diógenes Laércio diz que ele se recusou a identificar o Bem com o Útil e que negou o valor da proposição negativa com base no fato de que somente a afirmação pode expressar a verdade. Na ética, aprendemos com Plutarco e com Cícero que ele considerava a Virtude como uma, seja qual for o nome que seja chamada, e sustentava que ela é intelectual. A evidência de Cícero é menos valiosa porque ele sempre assumiu que Menêdemo era um seguidor da escola megárica. Diógenes diz que não deixou escritos, e a escola eretriana desapareceu após uma existência curta e discreta.